# Coupe des nations de snooker
La coupe des nations de snooker est un ancien tournoi de snooker professionnel par équipes disputé à Newcastle upon Tyne puis à Reading en Angleterre entre 1999 et 2001. 

## Historique
Lors de la première édition, seules les 4 équipes britanniques participent. Le pays de Galles, avec Darren Morgan, Mark Williams, Matthew Stevens et Dominic Dale, s'impose en finale contre l'équipe écossaise composée de Stephen Hendry, John Higgins, Alan McManus et Chris Small. En 2000, 8 équipes s'affrontent et le tournoi est remporté par l'Angleterre alors que l'Ecosse gagne la 3e édition. La coupe des nations est par la suite remplacée par la coupe du monde de snooker.

## Palmarès
| Année                                              | Ville                                              | Vainqueur                                                | Finaliste                                                | Score                                              | Saison                                             |
| Coupe des nations de snooker (tournoi par équipes) | Coupe des nations de snooker (tournoi par équipes) | Coupe des nations de snooker (tournoi par équipes)       | Coupe des nations de snooker (tournoi par équipes)       | Coupe des nations de snooker (tournoi par équipes) | Coupe des nations de snooker (tournoi par équipes) |
| -------------------------------------------------- | -------------------------------------------------- | -------------------------------------------------------- | -------------------------------------------------------- | -------------------------------------------------- | -------------------------------------------------- |
| 1999                                               | Newcastle upon Tyne                                | Darren Morgan Mark Williams Matthew Stevens Dominic Dale | Stephen Hendry John Higgins Alan McManus Chris Small     | 6-4                                                | 1998-1999                                          |
| 2000                                               | Reading                                            | John Parrott Stephen Lee Ronnie O'Sullivan Jimmy White   | Darren Morgan Mark Williams Matthew Stevens Dominic Dale | 6-4                                                | 1999-2000                                          |
| 2001                                               | Reading                                            | Stephen Hendry John Higgins Alan McManus                 | Ken Doherty Fergal O'Brien Michael Judge                 | 6-2                                                | 2000-2001                                          |